# Championnat du Luxembourg de football 2006-2007
Navigation
Saison précédente Saison suivante
La saison 2006-2007 de Division Nationale est la quatre-vingt-treizième édition de la première division luxembourgeoise.
Lors de cette saison, le F91 Dudelange a conservé son titre de champion face aux treize meilleurs clubs luxembourgeois lors d'une série de matchs se déroulant sur toute l'année.
Les quatorze clubs participants au championnat ont été confrontés à deux reprises aux treize autres.
Le F91 Dudelange a été sacré champion du Luxembourg pour la sixième fois.
Trois places étaient qualificatives pour les compétitions européennes, la quatrième place étant celle du vainqueur de la Coupe du Luxembourg 2006-2007.

## Qualifications en coupe d'Europe
À l'issue de la saison, le champion s'est qualifié pour le 1er tour de qualification de la Ligue des champions 2007-2008.
Le F91 Dudelange ayant remporté la coupe du Luxembourg, c'est le finaliste qui a pris la première des deux places en Coupe UEFA 2007-2008. L'autre place est quant à elle revenu au deuxième du championnat.
Enfin, l'équipe ayant terminé troisième du championnat s'est qualifié pour la Coupe Intertoto 2007.

## Les 14 clubs participants

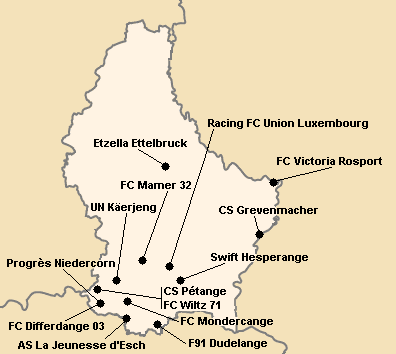
Localisation des clubs engagés dans le championnat.

| Club                             | Stade                | Capacité | Ville            |
| -------------------------------- | -------------------- | -------- | ---------------- |
| FC Differdange 03 (promu de D2)  | Thillenberg          | 6 000    | Differdange      |
| F91 Dudelange                    | Jos Nosbaum          | 4 650    | Dudelange        |
| AS La Jeunesse d'Esch            | La Frontière         | 4 200    | Esch-sur-Alzette |
| Etzella Ettelbruck               | Centre Sportif Deich | 2 200    | Ettelbruck       |
| CS Grevenmacher                  | Op Flohr             | 4 000    | Grevenmacher     |
| Swift Hesperange                 | Holleschbierg        | 2 000    | Hesperange       |
| UN Käerjeng                      | Um Beschel           | 1 000    | Bascharage       |
| FC Mondercange (promu de D2)     | Communal             | 3 400    | Mondercange      |
| FC Mamer 32 (promu de D2)        | François Trausch     | 1 000    | Mamer            |
| CS Pétange                       | Municipal            | 2 400    | Pétange          |
| Progrès Niedercorn (promu de D2) | Jos Haupert          | 2 800    | Differdange      |
| Racing FC Union Luxembourg       | Achille Hammerel     | 5 900    | Luxembourg       |
| FC Victoria Rosport              | Camping              | 2 500    | Rosport          |
| FC Wiltz 71                      | Municipal            | 2 400    | Pétange          |

## Compétition

### Classement
Le classement est établi sur le barème de points classique (victoire à 3 points, match nul à 1, défaite à 0).
Pour départager les égalités, on tient d'abord compte de la différence de buts générale, puis du nombre de buts marqués, puis des confrontations directes et enfin si la qualification ou la relégation est en jeu, les deux équipes jouent une rencontre d'appui sur terrain neutre.
| Rang | Équipe                     | Pts | J  | G  | N | P  | Bp | Bc | Diff |
| ---- | -------------------------- | --- | -- | -- | - | -- | -- | -- | ---- |
| 1    | F91 Dudelange (T) (C)      | 65  | 26 | 21 | 2 | 3  | 71 | 20 | +51  |
| 2    | Etzella Ettelbruck         | 52  | 26 | 16 | 4 | 6  | 60 | 30 | +30  |
| 3    | FC Differdange 03 (P)      | 48  | 26 | 14 | 6 | 6  | 71 | 41 | +30  |
| 4    | Racing FC Union Luxembourg | 41  | 26 | 11 | 8 | 7  | 52 | 35 | +17  |
| 5    | Swift Hesperange           | 41  | 26 | 11 | 8 | 7  | 40 | 28 | +12  |
| 6    | CS Grevenmacher            | 41  | 26 | 11 | 8 | 7  | 43 | 34 | +9   |
| 7    | Progrès Niedercorn (P)     | 35  | 26 | 10 | 5 | 11 | 53 | 61 | -8   |
| 8    | UN Käerjeng                | 34  | 26 | 10 | 4 | 12 | 32 | 40 | -8   |
| 9    | AS La Jeunesse d'Esch      | 32  | 26 | 9  | 5 | 12 | 29 | 34 | -5   |
| 10   | CS Pétange                 | 32  | 26 | 8  | 8 | 10 | 29 | 38 | -9   |
| 11   | FC Wiltz 71                | 31  | 26 | 9  | 4 | 13 | 31 | 38 | -7   |
| 12   | FC Victoria Rosport        | 27  | 26 | 7  | 6 | 13 | 28 | 47 | -19  |
| 13   | FC Mamer 32 (P)            | 18  | 26 | 4  | 6 | 16 | 23 | 59 | -36  |
| 14   | FC Mondercange (P)         | 9   | 26 | 1  | 6 | 19 | 19 | 71 | -52  |

| Légende : Qualifications et relégations | Légende : Qualifications et relégations                                                            |
| --------------------------------------- | -------------------------------------------------------------------------------------------------- |
|                                         | Ligue des champions 2007-2008 (1er Tour de qualification)                                          |
|                                         | Coupe UEFA 2007-2008 (1er Tour de qualification)                                                   |
|                                         | Coupe Intertoto 2007 (1er Tour)                                                                    |
|                                         | Qualification pour le barrage de relégation en Division d'Honneur                                  |
|                                         | Relégation en Division d'Honneur                                                                   |
|                                         | (T) : Tenant du titre 2005-2006 (P) : Promu en 2005-2006 (C) : Vainqueur de la Coupe du Luxembourg |

### Matchs
| Résultats (▼dom., ►ext.)                                   | Dif | Dud | Esc | Etz | Gre | Hes | Kae | Mam | Mon | Pét | Pro | Rac | Vic | Wil |
| FC Differdange 03                                          |     | 1-2 | 4-1 | 2-2 | 2-2 | 2-1 | 7-1 | 5-1 | 4-0 | 0-1 | 4-3 | 1-1 | 3-0 | 3-0 |
| F91 Dudelange                                              | 3-0 |     | 1-0 | 4-1 | 2-1 | 2-0 | 3-0 | 5-1 | 3-0 | 4-1 | 7-2 | 2-2 | 5-0 | 7-1 |
| AS La Jeunesse d'Esch                                      | 1-2 | 0-2 |     | 3-3 | 1-1 | 0-1 | 2-0 | 2-1 | 0-2 | 2-0 | 0-3 | 1-1 | 2-0 | 0-2 |
| Etzella Ettelbruck                                         | 5-1 | 2-0 | 2-0 |     | 1-2 | 1-0 | 1-2 | 2-0 | 2-0 | 2-1 | 6-0 | 2-0 | 3-0 | 3-1 |
| CS Grevenmacher                                            | 2-0 | 0-0 | 2-1 | 0-3 |     | 1-1 | 0-2 | 4-1 | 0-0 | 1-0 | 2-4 | 4-0 | 0-3 | 0-2 |
| Swift Hesperange                                           | 1-1 | 0-2 | 0-0 | 1-1 | 2-2 |     | 2-0 | 3-2 | 3-0 | 0-1 | 0-1 | 4-1 | 2-0 | 2-0 |
| UN Käerjeng                                                | 3-4 | 2-5 | 2-4 | 3-1 | 2-2 | 3-2 |     | 4-0 | 1-0 | 0-0 | 0-2 | 3-2 | 0-0 | 1-0 |
| FC Mondercange                                             | 0-8 | 0-2 | 0-1 | 0-4 | 0-2 | 2-3 | 0-3 |     | 1-1 | 2-2 | 2-2 | 0-3 | 1-1 | 0-0 |
| FC Mamer 32                                                | 2-2 | 1-3 | 1-1 | 1-3 | 0-4 | 0-3 | 1-3 | 0-1 |     | 1-3 | 3-1 | 1-4 | 2-0 | 1-5 |
| CS Pétange                                                 | 2-3 | 0-2 | 1-0 | 1-1 | 1-1 | 2-2 | 2-2 | 4-0 | 1-1 |     | 1-0 | 0-5 | 2-1 | 2-1 |
| Progrès Niedercorn                                         | 5-4 | 1-3 | 0-1 | 2-4 | 4-8 | 2-2 | 4-0 | 5-1 | 2-0 | 0-0 |     | 2-2 | 3-2 | 0-2 |
| Racing FC Union Luxembourg                                 | 1-1 | 1-0 | 1-3 | 2-1 | 0-1 | 2-2 | 2-0 | 1-0 | 7-2 | 3-0 | 1-3 |     | 0-0 | 3-0 |
| FC Victoria Rosport                                        | 0-4 | 3-0 | 1-0 | 1-2 | 2-0 | 0-2 | 2-1 | 3-3 | 2-3 | 2-0 | 2-2 | 1-6 |     | 1-0 |
| FC Wiltz 71                                                | 1-3 | 0-2 | 1-3 | 3-2 | 0-1 | 0-1 | 3-0 | 1-0 | 0-0 | 2-1 | 4-0 | 1-1 | 1-1 |     |
| - Victoire à domicile - Match nul - Victoire à l'extérieur |     |     |     |     |     |     |     |     |     |     |     |     |     |     |

### Barrage
Le FC Victoria Rosport, douzième de Division Nationale a affronté la troisième meilleure équipe de Division d'Honneur, le Fola Esch et s'est maintenu.
| Club                | Score | Club      | Stade                      |
| ------------------- | ----- | --------- | -------------------------- |
| FC Victoria Rosport | 2-0   | Fola Esch | Alphonse Theis, Hesperange |

## Bilan de la saison
| Tableau d'Honneur   |               |
| Compétition         | Vainqueur     |
| Division Nationale  | F91 Dudelange |
| Coupe du Luxembourg | F91 Dudelange |

| Qualifications européennes 2007-2008 |                                |
| Ligue des champions                  | Qualifiés                      |
| 1er tour de qualification            | F91 Dudelange                  |
| Coupe UEFA                           | Qualifiés                      |
| 1e tour de qualification             | UN Käerjeng Etzella Ettelbruck |
| Coupe Intertoto                      | Qualifiés                      |
| 1e tour                              | FC Differdange 03              |

| Promotions et relégations      |                                                |
| Relégués en Division d'Honneur | FC Mamer 32 FC Mondercange                     |
| Promus de Division d'Honneur   | FC Avenir Beggen Rapid Mansfeldia Hamm Benfica |